# Экономика Абхазии
Экономика Абхазии — в основном сельское хозяйство и туризм.
Она сильно интегрирована с экономикой России и использует российский рубль в качестве валюты.
Около половины государственного бюджета Абхазии финансируется за счет финансовой помощи из России.
Абхазия пережила умеренный экономический подъем после войны в Южной Осетии 2008 года и последующего признания Россией независимости Абхазии.
Развитие экономики сдерживается неурегулированностью государственно-политического статуса республики. 
Одна из главных проблем заключается в отсутствии иностранных инвестиций
Долгосрочные экономические перспективы в правительстве Абхазии связывают с морскими портами и туризмом.

## История
По данным Госкомстата СССР в 1980-х годах промышленная продукция Абхазской АССР составляла 12 % всей промышленной продукции Грузинской ССР (см. Экономика Грузинской ССР). В республике работало около 500 промышленных предприятий, основной отраслью экономики была пищевая (56 % объёма промышленной продукции в 1990 г.).
Распад политического и экономического пространства СССР в 1991 г. привел к кризису в индустриальном секторе. В результате грузино-абхазской войны 1992-93 гг. (см. Грузино-абхазский конфликт) в значительной степени пострадали топливно-энергетический комплекс, транспортная инфраструктура, строительный и агропромышленный комплекс, объекты связи и жилищно-коммунального хозяйства, памятники истории и архитектуры, градостроительства, учебные заведения и научно-исследовательские институты, а также индивидуальные личные дома и квартиры. Основная часть предприятий была уничтожена или разграблена. Ущерб, причиненный Абхазии военным конфликтом, по оценке правительства республики, составляет около 11,3 млрд долл. США..
Отрицательную роль для экономики Абхазии сыграли санкции стран СНГ, принятые в январе 1996 года. В 2008 году эти санкции Россией были отменены, что положительно сказалось на темпах роста экономики.
После признания Россией независимости Абхазии в августе 2008 года, Минрегион России совместно с правительством Республики Абхазия разработал Комплексный план содействия социально-экономическому развитию Республики Абхазия на 2010—2012 годы на общую сумму 10,9 млрд рублей. Были определены следующие основные направления социально-экономического развития Абхазии:
- создание в республике транспортно-логистического центра для ускорения процедур транспортировки грузов, в том числе и для строительства олимпийских объектов в г. Сочи;
- развитие в Абхазии зоны туристического-рекреационного типа;
- восстановление объектов социально-культурной сферы, жилищно-коммунального хозяйства, административных зданий и иных объектов инфраструктуры.

Реализация данного плана имела целью существенное увеличение совокупного объёма производства товаров и услуг, увеличение доходов населения и снижение безработицы в Абхазии.

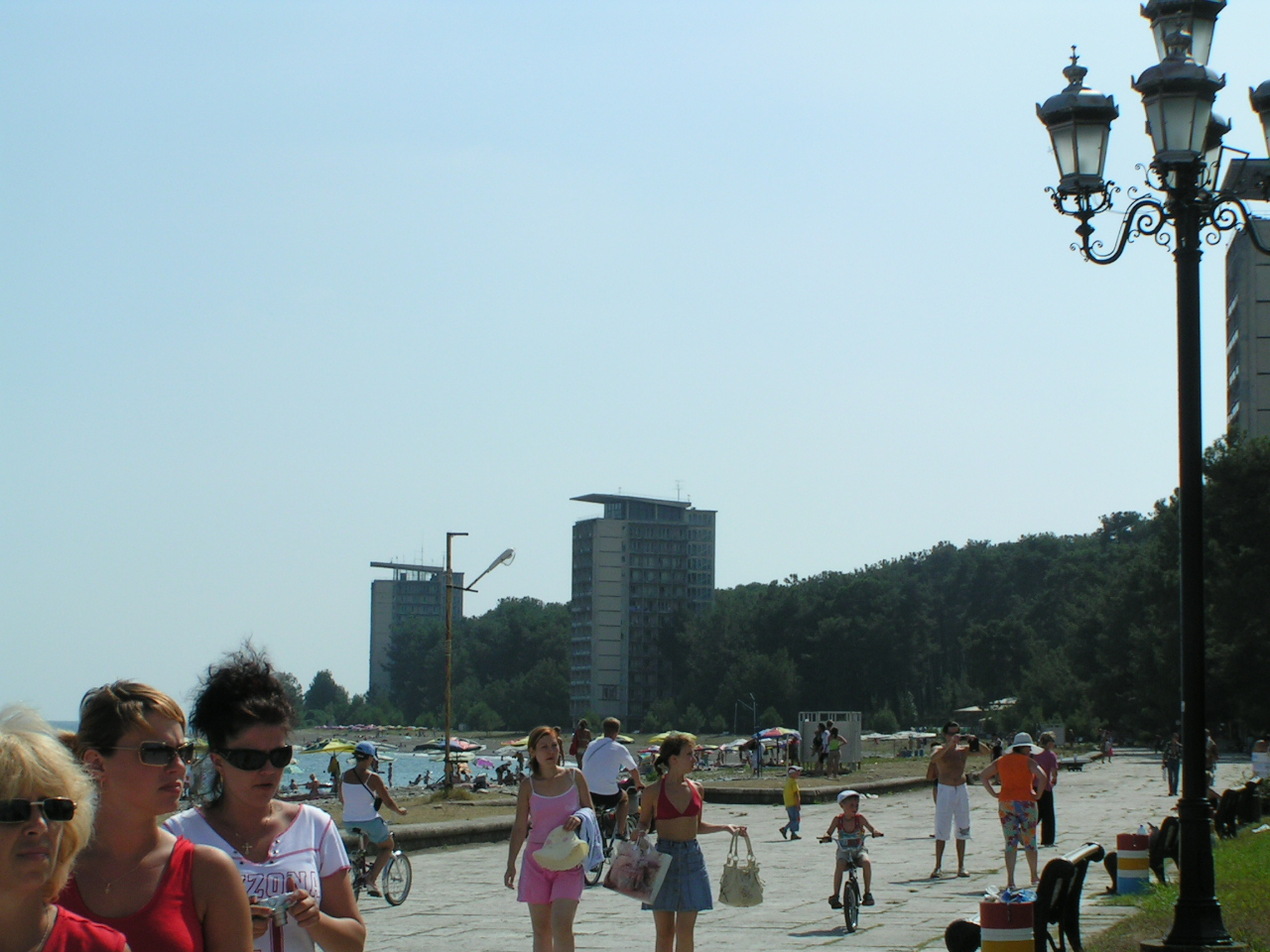
Центральный пляж в Пицунде

## Макроэкономические показатели
Официальные данные по ВВП отсутствуют, что связано со слабостью статистических служб республики. В ноябре 2007 года Президент республики Сергей Багапш заявил о необходимости внедрения методики подсчёта ВВП. По словам министра экономики подготовительные мероприятия к вводу методики расчёта ВВП уже проведены, также состоялись консультации с государственным управлением статистики по этому поводу
Основным финансовым показателем, используемым в официальной отчётности, является бюджет Республики. За последние три года бюджет вырос более чем вдвое — до 1,4 млрд руб. Больше 20 % доходов дает торговля, в 2007 г. таможня перечислила в казну 290 млн руб. — на 55 млн больше, чем годом раньше. Курорты приносят несколько меньше, но эта статья только в 2007 году выросла в 1,5 раза..
Бюджет Абхазии в 2009 году составил 3,8 млрд руб. Из них 2,3 млрд руб. — финансовая помощь России. В бюджете РФ на 2015 год финансовая помощь Абхазии была утверждена в размере 4 млрд руб, во время секвестра сумму выросла ещё на 4,5 млрд руб. В проекте российского бюджета 2016 года на финансовую помощь по программе внешнеполитической деятельности в целях социально-экономического и научно-технического развития Абхазии планировалось выделить 7,9 млрд руб.
Налоговая система Абхазии похожа на российскую, но ставки ниже чем в России:
- подоходный налог — 10 %,
- НДС — 10 %,
- налог на прибыль — 18 %.

Население Абхазии — около 250 тыс. человек.

## Природные ресурсы
Абхазия располагает запасами каменного угля (более 5,3 млн.т.), торфа, мрамора, гранита, известняка, габбро-диабазов, мела, туфа, барита, доломита, свинца, разнообразных стройматериалов. 
На шельфе Абхазии имеются небольшие месторождения нефти и газа.
По водообеспеченности Абхазия занимает одно из первых мест в мире: на квадратный километр территории приходится более 1,7 млн.куб.м. речного стока в год. Общая длина 120 рек — более 5 тыс.км. В основном это стремительные горные потоки, что является потенциалом развития малой гидроэнергетики.
Лесом покрыто 57 % территории (497 тыс.га); оценка общего объёма запасов древесины сократилась за последние 5 лет со 103 до 83,1 млн.куб.м.
Абхазия обладает колоссальным объёмом рекреационных ресурсов. Около 200 пансионатов, домов отдыха, санаториев, гостиниц, детских оздоровительных баз расположено во всех климатических зонах — от субтропической до альпийской. Имеется большое количество термальных и минеральных источников.

## Сельское хозяйство

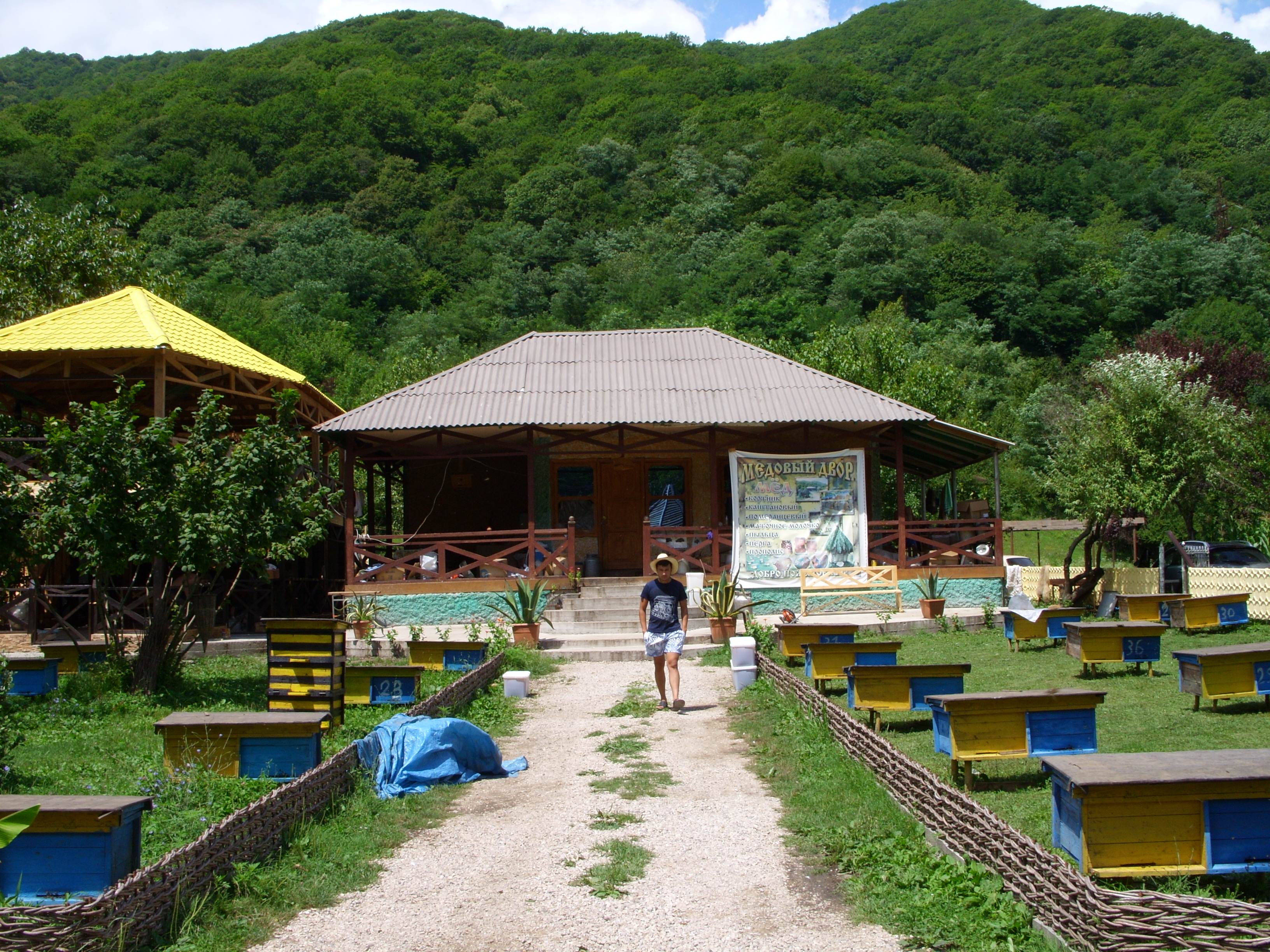
Пасека в Гагрском районе

Общая площадь земель сельскохозназначения — 421,6 тыс.га.
До войны 1992—1993 гг. сельское хозяйство было ориентировано на использование уникальных климатических ресурсов Абхазии для удовлетворения потребностей СССР. Поэтому среди посевов преобладали субтропические: цитрусовые (мандарины, апельсины, лимоны), чай, табак, грецкий орех, тунг (эфиромасличная культура) и др. Выращивались кукуруза, виноград, овощи. После войны внешняя торговля в связи с экономическими санкциями, наложенными на Абхазию, прекратилась, и сельское хозяйство стало инструментом выживания. Сейчас для местного потребления высевают главную зерновую культуру — кукурузу, захватившую и угодья, ранее занятые субтропической экзотикой, с небольшими вкраплениями посевов табака (табачная промышленность работает в основном для нужд самой Абхазии).
После войны сильно поредели стада крупного рогатого скота, коз и овец, — сначала из-за угона и истребления, а затем из-за уменьшения кормовой базы.
Продажа овощей и цитрусовых (мандаринов, лимонов, апельсинов) в Россию и курортникам увеличивается, но выращивание носит кустарный характер.
Абхазия ввозит большую долю молочных и мясных продуктов, овощей, фруктов, бахчевых, винограда и растительных масел.

## Промышленность
Из промышленных предприятий Абхазии работают преимущественно предприятия пищевой и лесной промышленности. 
В Сухуме функционирует табачная фабрика, выпускающая из местного табака несколько сортов сигарет. 
На чайных фабриках выпускается небольшое количество абхазского чая.

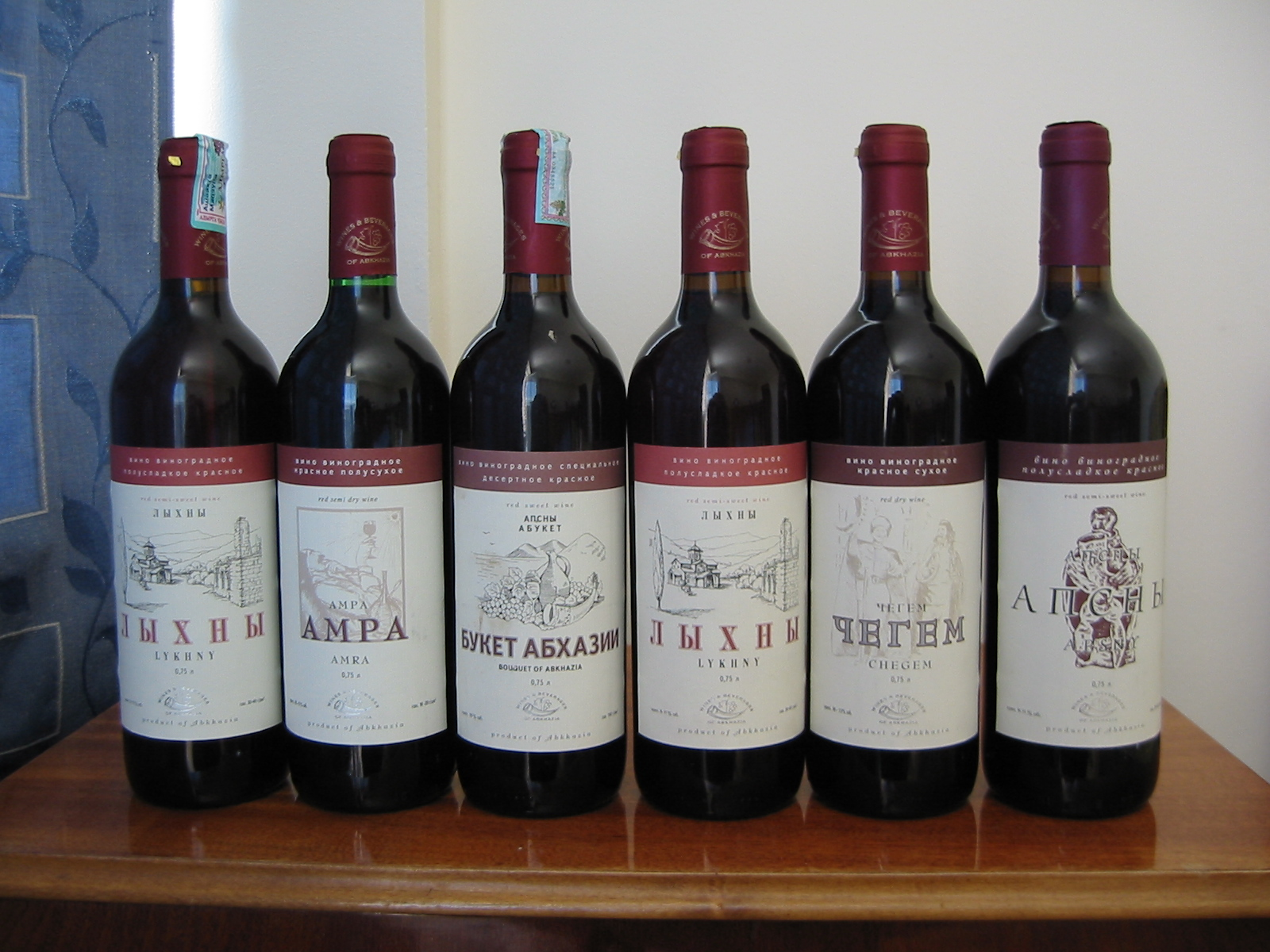
Ви́на Абхазии

### Виноделие
Работают мелкие заводы по производству вина, водки, коньяка, ликёров, открываются дегустационные залы на туристических маршрутах. Винзаводы Сухума, Гудауты и других городов не работают (кроме пришедшей в 2005 году на рынок компании «Вина и воды Абхазии»). В основном вино производится кустарным способом в домашних условиях.

### Производство стройматериалов
В 2007 году, в преддверии сочинской Олимпиады, в Абхазии начался рост добычи стройматериалов. С 2009 по конец 2013 года Абхазия поставила в Россию морем и по железной дороге 3 250 тысяч кубометров песчано-гравийной смеси. Для организации перевозок Россия безвозмездно восстановила железнодорожные пути, 55 мостов и эстакад.
Расчётные возможности поставок песчано-гравийной смеси из Абхазии составляют 2 млн кубометров в год.

## Энергетика

### Нефть и газ
По предварительным данным, запасы нефти на шельфе Абхазии составляют от 300 до 500 миллионов тонн. Большая часть нефтяных запасов залегает на расстоянии в 10 километров от береговой линии. Имеются небольшие месторождения газа.
В Абхазии отсутствуют предприятия нефтепереработки. Нефтепродукты в Абхазию поступают из России, а также из Турции, Болгарии и Румынии. По данным «НК „Роснефть“», в настоящее время компания обеспечивает более половины розничных продаж нефтепродуктов в Абхазии. В 2014 году «Роснефть» ввезла в Абхазию 47 тыс. т. нефтепродуктов. С 2015 года была начата поставка авиатоплива для аэропорта города Сухум.
26 мая 2009 года в г. Сухум было заключено пятилетнее соглашение о сотрудничестве между ОАО «НК „Роснефть“» и Министерством экономики Республики Абхазия. Стороны заявили о намерении развивать взаимовыгодное сотрудничество в таких областях, как геологическое изучение и разработка нефтегазовых месторождений, добыча углеводородов, реализация нефти, природного газа и нефтепродуктов. Российская госкомпания взяла на себя разведку на шельфе в районе Очамчиры, предварительные запасы которого оцениваются от 200 млн до 500 млн тонн условного топлива. Кроме бурения и создания собственной сбытовой сети речь шла также о строительстве мини-НПЗ на территории республики. Разведкой нефти занялось дочернее предприятие «РН-Шельф Абхазии».
В рамках реализации проекта по освоению Гудаутского лицензионного участка на шельфе Чёрного моря «Роснефть» выполнила полный комплекс геофизических и геохимических исследований, провела сейсморазведку 2D и 3D, начала подготовку к поисковому бурению. В июне 2014 года «Роснефти» продлили пятилетний срок на изучение шельфа.
В июле 2015 года, однако, президент Абхазии Рауль Хаджимба, сменивший в 2014 году на этом посту Александра Анкваба, высказался против разведки и добычи нефти на морском шельфе Абхазии и поручил парламенту создать «комиссию по всестороннему изучению вопросов, связанных с заключением договоров на разведку и добычу углеводородов» предыдущим абхазским руководством. Была создана комиссия по изучению экономической эффективности и экологической безопасности по разведке и добыче нефти в Абхазии. Парламент также рекомендовал правительству приостановить действие лицензии на геологическое изучение, разведку и добычу нефти до окончания работы комиссии. Группа депутатов парламента Абхазии даже разработала законопроект о запрете разработки (добычи) углеводородов (нефти и газа) в Абхазии. Сторонники моратория требуют запретить разработку морского шельфа в Абхазии на 30 лет.
«Роснефть» в связи с этими событиями заявила, что «до принятия окончательного решения готова приостановить свою деятельность на территории Республики»: «К сожалению, такое развитие событий будет иметь предсказуемые последствия для экономики, занятости и бюджетных доходов Абхазии, а также вынудит НК „Роснефть“ зафиксировать убытки. Компания надеется на скорейшее достижение определённости в отношении проектов сотрудничества с Абхазией. В случае принятия негативного решения „Роснефть“ готова провести переговоры о справедливой компенсации вложенных средств».
Позднее стало известно, что дочернему предприятию компании «Роснефть» — «РН-Шельф Абхазии» — была продлена лицензия, но компания, ссылаясь на санкции, введённые против России, заявила, что не может привезти сложное технологическое оборудование для дальнейшего проведения работ.

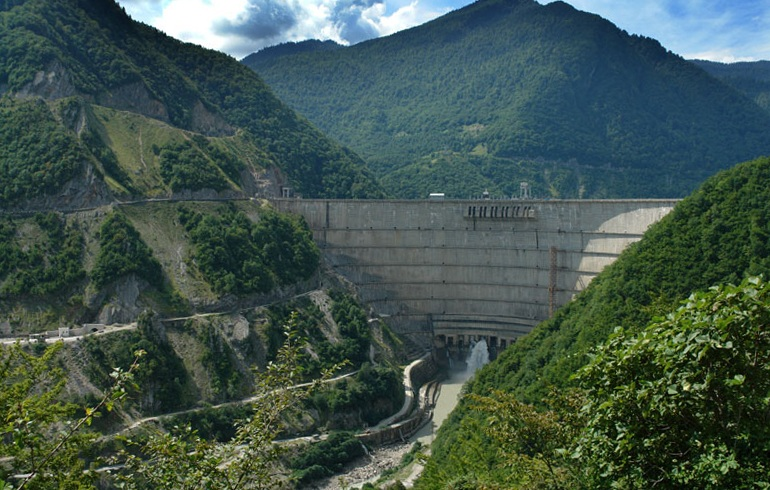
Ингурская ГЭС

### Электроэнергетика
Основными генерирующими мощностями являются головная Ингурская ГЭС и Перепадная ГЭС-1 на реке Ингур. Большая часть электроэнергии поступает с ИнгурГЭС, при этом половина идёт в Грузию, другая - в Абхазию, из которой около 20 % экспортируется в Краснодарский край. Электрическая сеть Абхазии стыкуется с грузинской электросетью «ГрузЭнерго». Сотрудничество обусловлено тем, что плотина ГЭС находится в Грузии, а подземная электростанция и 4 перепадные ГЭС (на реке Эрисцкали и Гальском водохранилище, куда вода идёт по туннелю) — в Абхазии. Мощность — 1370 МВт, выработка около 3,2 млрд  кВт⋅ч (потенциал до 4,5 млрд  кВт⋅ч в год).
В довоенный период работали также Ткварчельская ТЭС, Сухумская ГЭС и 21 малая ГЭС. Практически все они сейчас разрушены и не действуют.
Линии электропередачи:
- линии 220—110-35 кВ — 916 км
- линии 10—0,4 кВ — 7 584 км[10].

Энергоснабжением Республики Абхазия занимается государственная компания «Черноморэнерго», которая отпускает электроэнергию в районные электросети.
Общий энергетический баланс Республики Абхазия составляет в среднем 1140 млн.  кВт⋅ч в год, в том числе:
- Гагрский район — 198,530 млн.  кВт⋅ч (из них Бзыбское месторождение — 5 млн.  кВт⋅ч);
- Очамчырский район — 54,340 млн.  кВт⋅ч (из них Скурчинское месторождение — 2 млн.  кВт⋅ч);
- Ткуарчалский район — 50,425 млн.  кВт⋅ч.

## Транспорт

### Автомобильный транспорт
Основной вид транспорта в Абхазии — автомобильный. Структура дорожной сети — осевая: к главной магистрали, идущей вдоль морского побережья, привязаны почти все автодороги республики. Важное стратегическое значение имеет Военно-Сухумская дорога, идущая от Сухума по Кодорскому ущелью, однако для транспортного сообщения с Россией это дорога не пригодна.
Длина автодорог республиканского значения — 473,8 км, местного значения — 1830,9 км.
Автомобильный вид транспорта традиционно является преобладающим в перемещении товаров через таможенную границу Республики Абхазия, что связано, прежде всего, с низким уровнем инфраструктурного обеспечения других видов транспорта. В 2014 году на него пришлось 61% от общего объёма импорта.

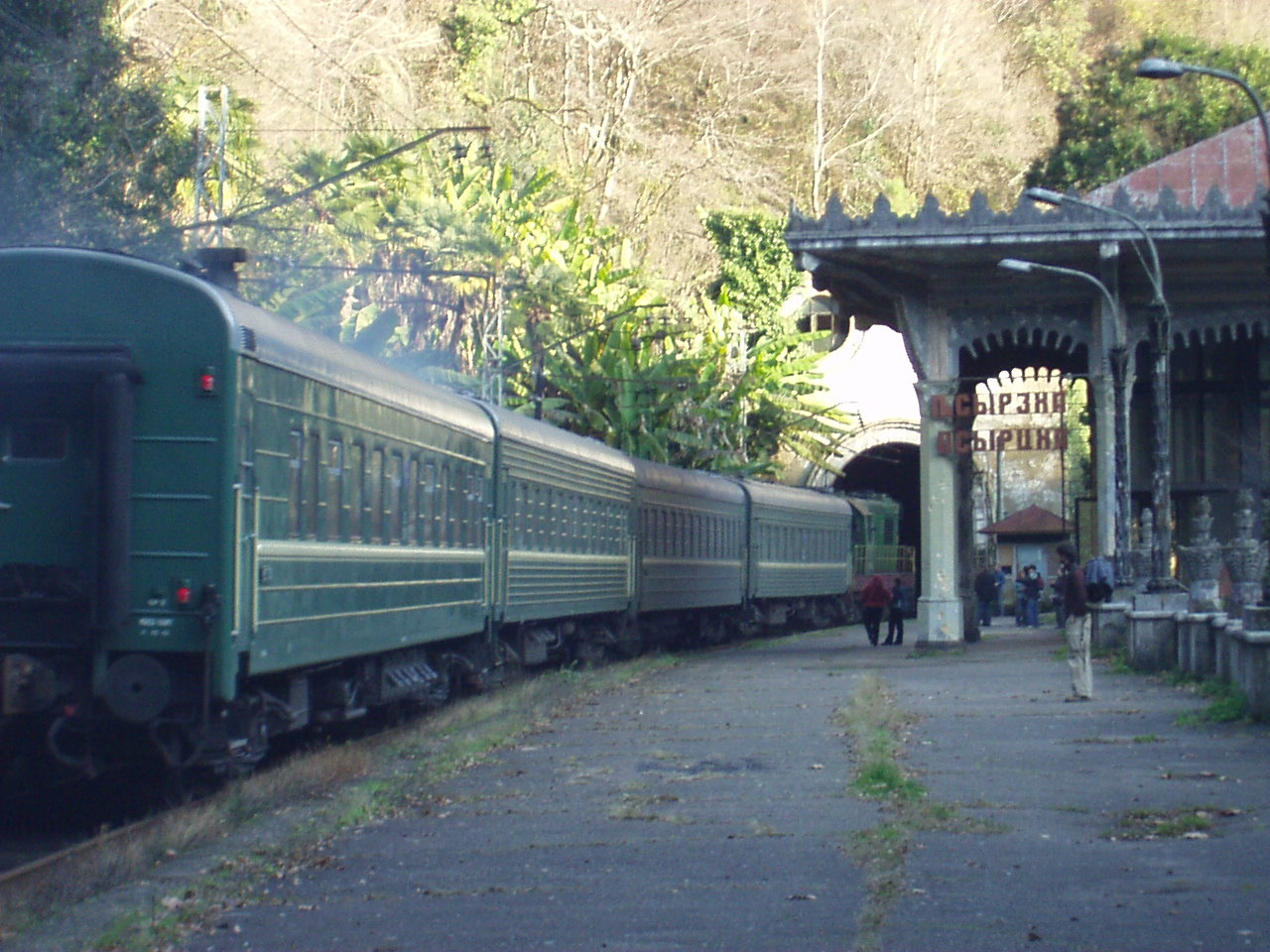
Пассажирский состав ЖД Абхазии проезжает о. п. Псырцха

### Железнодорожный транспорт
Протяжённость железных дорог Абхазии составляет 239 км. Это электрифицированная однопутная приморская железнодорожная линия Сочи-Сухум-Самтредиа с ответвлением Очамчыра-Ткуарчал (используется для доставки экспортируемого угля в порт Очамчыра). Эксплуатация сети ведётся государственным предприятием «Абхазские железные дороги». Сквозное железнодорожное движение через Абхазию закрыто с 1992 г.
Во времена СССР объём грузоперевозок из республики достигал 12-14 миллионов тонн в год. Из Сухума ежесуточно курсировало до 18 пар пассажирских поездов. Все участки железной дороги были электрифицированы в 1950-60-х годах, но электрификация сохранилась лишь на участке от Псоу до Сухума (участок Очамчыра — Сухум полностью деэлектрифицирован в 2007 году); пассажирское движение осуществляется только там.
Железнодорожное полотно от пл. Ачгуара до ст. Ингири (Грузия) разобрано.
С декабря 2002 г. пущен электропоезд по маршруту Адлер-Сухум. 10 сентября 2004 г. после капремонта участка Псоу-Сухум, проведённого Россией, восстановлено прямое железнодорожное сообщение между Москвой и Сухумом (Абхазия), прерванное за 12 лет до того из-за военных действий на территории Абхазии. В июне-июле 2008 года российские железнодорожные войска восстановили участок Сухум-Очамчыра.
28 мая 2012 года поезд № 075 Москва — Адлер — Сухум был лишён статуса прицепного и был переведён на круглогодичный режим. 26 мая 2013 года поезд был перенумерован из скорого в пассажирский поезд № 305, в связи с чем были внесены незначительные изменения в его график движения. С 2014 года начали ходить ещё два регулярных поезда: Воронеж — Сухум № 579 и Санкт-Петербург — Сухум № 479.
Железные дороги находятся в государственной собственности. Эксплуатация железных дорог и перевозки осуществляются государственным предприятием «Управление железной дороги Республики Абхазия». В соответствии с решением Правительства используются российские Правила перевозок пассажиров и грузов железнодорожным транспортом.
В мае 2009 года между руководителями Абхазии и России шли переговоры о передаче Абхазской железной дороги во временное управление Российским железным дорогам на 10 лет. Абхазия получила от России межправительственный кредит в размере двух миллиардов рублей, который затем был перечислен РЖД на осуществление ремонта железнодорожного полотна на участке Псоу-Сухуми и инфраструктуры. Межправительственное соглашение о предоставлении кредита было подписано в декабре 2010 года.

### Авиатранспорт
Абхазия имеет два аэропорта:
- Аэропорт г. Сухум им В.Г. Ардзинба (н.п. Бабушера). Расположен в 25 километрах от столицы, взлётно-посадочная полоса длиной 4 км, рассчитана на приём широкофюзеляжных пассажирских лайнеров и самолётов специального назначения грузоподъёмностью до 200 тонн; открыт по метеоусловиям 364 дня в году (наиболее благоприятные метеоусловия на территории бывшего СССР).
- Аэропорт Бамбора находится в 40 км от Сухума, около Гудауты. Взлётно-посадочные полосы рассчитаны на приём гражданских самолетов и всепогодное обслуживание военно-морской и транспортной авиации[10].

### Порты
Главный морской порт Абхазии — Сухум, откуда до блокады, связанной с войной 1992—1993 гг., осуществлялись перевозки грузов и пассажиров (грузооборот порта достигал 290 000 т в год).
Есть три малых морских порта в Очамчыре (военный), Гагре и Новом Афоне.
1 июля 2008 г. возобновились регулярные морские рейсы между российским городом Сочи и абхазской Гагрой, прерванные в начале 1990-х годов в связи с грузино-абхазским конфликтом.
Порты Абхазии находятся в государственной собственности. Эксплуатацию портов осуществляет государственная компания «Абхазское морское пароходство».

## Связь

### Фиксированная связь
Местная фиксированная связь доступна в большинстве крупных населенных пунктов, однако есть проблема как в области телеком инфраструктуры, возможностям по подключению и качества связи. Работы по модернизации инфраструктуры связи в Абхазии осуществляет Абхазская телекоммуникационная компания (АТК) в которой государству принадлежит блокирующий 25 % пакет акций. В конце 2007 г. были закончены работы по модернизации инфраструктуры коммуникаций в Гагрском районе.
До 1992 г. между Россией и Абхазией была прямая телефонная связь, при этом, только 5 % связи Абхазии с внешним миром осуществлялось через Грузию. Однако, с апреля 1996 года министерством связи Российской Федерации была ограничена международная телефонная связь Абхазии. Из 151 входящих и 182 исходящих телефонных каналов, действовавших до апреля 1996 года оставлены лишь 16 исходящих и 24 входящих. 15 февраля 1997 года в Тбилиси между министерством связи РФ и Грузии было подписано соглашение, предусматривающее изменение схемы связи Абхазии с внешним миром и переключение каналов на Грузию. Тогда это соглашение вызвало протест в Абхазии, руководство которой обвинило Грузию и Россию в нарушении ранее подписанного Соглашения, согласно которому предусматривалось восстановление схемы организации связи, существовавшей до 1992 года.
После признания Абхазии Россией, 28 сентября 2009 года Россией и Абхазией был подписан Меморандум о сотрудничестве в области связи. По его условиям Абхазия получит территориальный телефонный код седьмой всемирной зоны нумерации, в которой расположена Россия. Документ также предполагает содействие российской стороны Абхазии в организации системы радиоконтроля, создании в Абхазии образовательного учреждения для подготовки специалистов в области телекоммуникаций и связи. Россия готова представлять интересы Абхазии в соответствующих международных организациях. Теперь для оператора фиксированной связи определен географический код АВС — 840, для операторов сотовой связи предполагается использование кода DeF — 940.

### Сотовая связь
Сотовая связь стандарта GSM доступна в большинстве населенных пунктов. С 2003 по 2007 гг. единственным сотовым оператором на территории Республики Абхазия была сотовая компания ЗАО «АКВАФОН-GSM», по ряду источников, аффилированная с «МегаФон». С 2007 г. начал работу сотовый оператор «А-Мобайл» (совместное предприятие правительства и группы абхазских инвесторов).

### Интернет в Абхазии
Во всех городах Абхазии имеются различные интернет-провайдеры.
Беспроводной Интернет можно также подключить с помощью сотовых сетей Aquafon и A-Mobile.

## Сфера услуг
Внешняя торговля услугами включает в себя: курортно-туристические и экскурсионные услуги; транспортные услуги; строительные услуги; телекоммуникационные, консультационные услуги и т. д. В силу специфики экономики Абхазии внешняя торговля услугами является значимой статьей платежного баланса страны.
В 2014 году экспорт услуг составил 10 956,5 млн руб. — в основном за счёт туристов.
Импорт услуг составил 3 887,0 млн руб. Наибольший удельный вес в структуре импорта услуг занимают строительные, транспортно-экспедиторские и телекоммуникационные услуги.

### Туризм
Экономика Абхазии долгое время держится на туризме. Туриндустрия, по данным министерства экономики республики, приносит в бюджет до трети налоговых поступлений.
В Абхазии множество туристических центров, гостиниц, домов отдыха и пансионатов, расположенных в приморской зоне. Большинство из них построены ещё в советское время. Туристов привлекает влажный теплый климат, субтропические виды растений и удивительно чистое море.

### Финансовый сектор
Официальной валютой Абхазии является российский рубль.
По данным Управления государственной статистики республики Абхазия, в 2014 году ВВП страны составил 27552,3 млн руб. и вырос, по сравнению с 2013 годом, на 11,1 %. Как и ранее, в структуре ВВП основной удельный вес занимали строительство (25,0 %), торговля (22,2 %), промышленность (8,1 %), связь (4,9 %) и сельское хозяйство (4,8 %).
В государственных учреждениях русский язык является языком документооборота наравне с государственным.
Государственные финансы Республики Абхазия состоят из:

1. Государственного бюджета (республиканского бюджета и местных бюджетов — г. Сухум и районов);

2. Системы государственных внебюджетных фондов.
Согласно Закону РА «О Государственном бюджете Республики Абхазия на 2014 год (с учетом изменений)» Государственный бюджет составил: по доходам — 8605,8 млн руб.; по расходам — 8795,0 млн руб.; превышение расходов над доходами (дефицит) — 189,2 млн руб. Собственные доходы Госбюджета за 2014 год составили 2988,3 млн руб. (35,7 %). Значительная часть средств была получена от Российской Федерации на осуществление инвестиционной программы, финансовую помощь и др. Резидентами Абхазии были получены российские пенсии на общую сумму 2 357,1 млн руб.
В 2017 году Государственный бюджет Республики Абхазия составил: по доходам в сумме 10 158 157,0 тыс. рублей и по расходам в сумме 10 191 580,0 тыс. рублей. Дефицит госбюджета 33 423,0 тыс. рублей.

В статье 16 «Договора о дружбе, сотрудничестве и взаимной помощи между Российской Федерацией и Республикой Абхазия» говорится:
«Российская Федерация принимает эффективные меры для поддержания и функционирования финансовой и банковской систем Республики Абхазия, исходя из того, что платежным средством на территории Республики Абхазия является российский рубль.»
Национальный банк Республики Абхазия (Банк Абхазии) — центральный банк Республики Абхазия. Национальный банк Абхазии является органом надзора за банками и иными кредитными организациями, обладающими лицензиями Национального банка Абхазии. Правовой статус и функции Национального банка Абхазии определены Законом Республики Абхазия.
По состоянию на начало 2015 года, в Абхазии действовало 9 кредитных организаций. Совокупный уставный капитал на начало 2015 года составлял 374,45 млн. руб.

## Внешняя торговля
Внешняя торговля Абхазии дефицитна: экспорт составляет 17 % оборота, импорт — 83 %. Две трети внешней торговли приходится на Россию, крупными торговыми партнёрами являются также Турция и Грузия.
Внешнеторговый оборот Абхазии.
|                                          | данные в млн.руб | данные в млн.руб | данные в млн.руб | данные в млн.руб | данные в млн.руб | данные в млн.руб | данные в млн.руб | данные в млн.руб | к предыдущему году (%) | к предыдущему году (%) | к предыдущему году (%) | к предыдущему году (%) | к предыдущему году (%) |
| Показатель                               | 2012             | 2011             | 2010             | 2009             | 2008             | 2007             | 2006             | 2005             | 2010                   | 2009                   | 2008                   | 2007                   | 2006                   |
| Внешнеторговый оборот, всего в том числе | 16405,9          | 15701            | 12550.4          | 8530.4           | 7096             | 4695.7           | 3897.4           | 3341.1           | 47 %                   | 20 %                   | 51 %                   | 20 %                   | 17 %                   |
| экспорт                                  | 2516,2           | 1941             | 2130.3           | 1089.7           | 889.9            | 548.1            | 627.2            | 783.2            | 95 %                   | 22 %                   | 62 %                   | -13 %                  | -20 %                  |
| импорт                                   | 13889,7          | 13760            | 10420.1          | 7440.7           | 6206             | 4147.6           | 3270.2           | 2557.9           | 40 %                   | 20 %                   | 50 %                   | 27 %                   | 28 %                   |
| Внешнеторговый баланс страны             | -11373,5         | -11819           | -8289.8          | -6351.0          | -5316.1          | -3599.5          | -2643            | -1774.7          | 31 %                   | 19 %                   | 48 %                   | 36 %                   | 49 %                   |

Сырье и необработанная сельхозпродукция дают более 90 % товарного экспорта, в том числе:
- цитрусовые — 35 %,
- уголь (80-100 тыс.т. в год),
- фрукты (прежде всего хурма), фундук, чай и овощи — 20 %.,
- круглый лес — также 20 %. Под последним понимается экспорт ценных пород древесины в Турцию в результате хищнического сведения реликтовых горных буково-дубово-каштановых лесов. Вырубаются все более или менее пригодные экземпляры гигантских буков, вековых каштанов и дубов, которые защищают горные склоны от эрозии. Наиболее активен Гудаутский леспромхоз, где занято несколько сот работающих, а также Гагринский, Сухумский и другие леспромхозы. Планируется вырубка леса в высокогорном Псхуском заповеднике в верховьях реки Бзыбь (заповедник площадью 27,6 тыс.кв.км. основан в 1978 году для сохранения первобытных лесов из восточного бука, пихты Нордманна, благородного каштана, грузинского, каменного и понтийского дуба; таких нетронутых лесов на Западном Кавказе больше нет).
- до 15 % доходов от экспорта товаров даёт сдача Турции в аренду абхазского шельфа Чёрного моря для ловли рыбы. Со слов местного населения, турки основательно очистили от рыбы прибрежные мелководья.
- Промышленный экспорт — до 10 % всего экспорта — дают компания «Вина и воды Абхазии» (до закрытия российского рынка поставлявшая на него до 1,5 млн бутылок вина в год) и Бзыбский деревообрабатывающий комбинат (пиломатериалы, доски, паркет, шпон и другие изделия из древесины в европейские страны).
- В Турцию экспортируется рыбная мука и рыбий жир[38].
- Услуги туристско-рекреационного комплекса (продажа путёвок) дают 40 % всей экспортной выручки.

Сухум предлагает урегулировать с Россией все таможенные и налоговые вопросы: отменить двойное налогообложение, упростить таможенный режим и рассмотреть вопрос о вхождении Абхазии в Единое таможенное пространство.
С целью стимулирования экспорта инертных материалов (галька, гравий, щебень, используемые в качестве наполнителя для бетона и прочее), используемых при строительстве объектов для Олимпиады в Сочи, Кабинет Министров Абхазии снизил на них ставку вывозной таможенной пошлины более чем на 50 %.

## Коррупция
Согласно отчету американской организации Freedom House за 2007 год, регион по-прежнему страдает от серьезных экономических проблем из-за широко распространенной коррупции, контроля со стороны преступных организаций над значительными сегментами экономики и продолжающихся последствий войны.